# Crioa hyperdasys
Crioa hyperdasys là một loài bướm đêm trong họ Noctuidae.